# Damián Villalba
Damián Villalba es un deportista argentino que compitió en judo. Ganó una medalla de oro en el Campeonato Panamericano de Judo de 2009, en la categoría de –55 kg.

## Palmarés internacional
| Campeonato Panamericano | Campeonato Panamericano  | Campeonato Panamericano | Campeonato Panamericano |
| Año                     | Lugar                    | Medalla                 | Categoría               |
| ----------------------- | ------------------------ | ----------------------- | ----------------------- |
| 2009                    | Buenos Aires (Argentina) | Medalla de oro          | –55 kg                  |